# Skimmia reevesiana
Skimmia reevesiana är en vinruteväxtart som först beskrevs av Robert Fortune, och fick sitt nu gällande namn av Robert Fortune. Skimmia reevesiana ingår i släktet skimmior, och familjen vinruteväxter. Inga underarter finns listade i Catalogue of Life.